# پتر کریتزبرگ
پتر کریتزبرگ (استونیایی: Peeter Kreitzberg; ۱۴ دسامبر ۱۹۴۸ – ۳ نوامبر ۲۰۱۱) سیاست‌مدار و نماینده سابق مجلس اهل استونی است. وی از آوریل تا نوامبر ۲۰۱۵ وزیر فرهنگ و آموزش استونی بوده است.